# Vivere in te/Uomo
Vivere in te/Uomo è il primo singolo del gruppo musicale italiano Jet, pubblicato dall'etichetta discografica Durium nel 1971. 

## I brani

### Vivere in te
Vivere in te, presente sul lato A del disco, è il brano con cui il gruppo partecipa all'8ª edizione della manifestazione canora radiotelevisiva Un disco per l'estate, senza riuscire ad accedere alla fase finale di Saint Vincent.

### Uomo
Uomo è il brano presente sul lato B del disco.

## Tracce
Testi e musiche di Felice Piccarreda, Renzo Cochis e Piero Cassano; edizioni musicali Durium.
1. Vivere in te (Un disco per l'estate 1971) – 3:53
2. Uomo – 2:58

## Formazione

### Gruppo
- Carlo Marrale – chitarra, voce
- Piero Cassano – tastiere
- Aldo Stellita – basso, voce
- Renzo Cochis – batteria

### Altri musicisti
- Antonella Ruggiero e Marva Jan Marrow – cori